# Un mondo perfetto (Tour Germany)
Un mondo perfetto (Tour Germany) è un album di Dolcenera, pubblicato in Germania il 29 agosto del 2006, per l'etichetta discografica Edel Music.
Il CD, che rappresenta la versione internazionale di Un mondo perfetto, propone una perlustrazione dei primi 3 album della cantante, per un totale di 14 canzoni.

## Tracce
1. Mai più noi due - (Dolcenera)
2. Passo dopo passo - (Dolcenera)
3. Continua - (Dolcenera)
4. Com'eri tu - (Dolcenera)
5. Com'è straordinaria la vita - (Dolcenera - Imerico - Pacco)
6. Giusta o sbagliata - (Dolcenera)
7. Piove (condizione dell'anima) - (Dolcenera e Francesco Sighieri)
8. Il popolo dei sogni - (Dolcenera)
9. Resta come sei - (Dolcenera)
10. Tutto è niente - (Dolcenera e Francesco Sighieri)
11. Un mondo perfetto - (Dolcenera)
12. L'amore (Il mostro) - (Dolcenera)
13. E la luna sale su - (Dolcenera)
14. Siamo tutti là fuori (Nuova versione) - (Dolcenera)

## Tour edition
Il 30 marzo 2007 è stata pubblicata la Tour edition dell'album, contenente le stesse trace della precedente, con l'aggiunta di Portami via (già inclusa nell'edizione italiana di Un mondo perfetto) e di tre brani eseguiti dal vivo.
1. Mai più noi due
2. Passo dopo passo
3. Continua
4. Com'eri tu
5. Com'è straordinaria la vita
6. Giusta o sbagliata
7. Piove
8. Il popolo dei sogni
9. Resta come sei
10. Tutto è niente
11. Un mondo perfetto
12. L'amore (Il mostro)
13. E la luna sale su
14. Siamo tutti là fuori
15. Portami via (Bonus Track)
16. Com'eri tu (live in Italy 2005)
17. Giusta o Sbagliata (live in Italy 2006)
18. Mai più noi due (live in Berlin 2006)